# انقسام ثنائي

الانقسام الثنائي في بدائيات النوى
1. يكون الحمض النووي للبكتيريا ملفوف بإحكام قبل الانشطار الثنائي.
2. تبدأ البكتيريا بفك الحمض النووي ونسخه.
3. يتم سحب الحمضيين إلى القطبين حيث يزيد حجم للتحضير للتقسيم.
4. تبدأ جدار الخلية الجديدة بنمو استعداداً للإنفصال.
5. يتطور جدار الخلية جديد بشكل كامل مما يؤيدي إلى انقسام كامل للبكتيريا.
6. لدى الخليتان الإبنتان DNA ملتف بشدة، ريبوسومات وبلازميدات، وهما كائنان جديدان.

الانشطار الثنائي أو إنْسِلاع أو تَعْضَيَة أو انقسام ثنائي مباشر أو إنقسام ثنائي مستعرض (بالإنجليزية: Binary fission)‏
تتكاثر الكائنات بدائية النوى لاجنسياً عن طريق الانشطار الثنائي وقد سميت هذه العملية بالانشطار الثنائي لأن الانقسام (الانشطار) يُنتج خليتان (ثنائي) ابنتان مماثلتان للخلية الأبوية الأصلية تماماً.
قبل حصول عملية الانقسام تنمو الخلية في الحجم ويتضاعف الدنا ليصبح هناك كروموسومان يرتبطان في موقع معين في الغشاء البلازمي يعرف بالميزوزوم، من ثم ينفصلان عن بعضهما عند حدوث استطالة في الخلية بحيث يتم سحب كل منهما في اتجاهين متعاكسين. وخلال هذه الفترة يتكون جدار وغشاء بلازمي جديدان ويتطوران وينموان باتجاه الداخل لقسم الخلية إلى خليتين، وعندما يصبح طول الخليتين مماثل للخلية الأصلية فإن الجدار الخلوي والغشاء البلازمي لكل منهما يكتمل.
في بكتيريا الإشريكية القولونية والتي تعيش في الأمعاء نجد أن فترة توالدها وهو الزمن التي تحتاجه لجعل الخلية تنقسم إلى خليتين، يقدر بحوالي 20 دقيقة في الظروف الطبيعية، حيث يمكن لخلية واحدة خلال 7 ساعات أن تعطي أكثر من مليون خلية! غير أن معدل الانقسام في الأنواع الأخرى من البكتيريا يختلف حسب نوع البكتيريا وظروف الانقسام. والانشطار هو نوع من أنوا ع التكاثر اللاجنسي ؛ وفي الانشطار الثنائي تنقسم النواة ميتوزياً ثم تنشطر الخلية التي تمثل جسم الكائن الحي إلى خليتين يصبح كل منهما فرداً جديداً وتتكاثر بهذه الصورة كثير من الأوليات الجرثومية مثل الإميبيا والبراميسيوم والبلاسموديم واليوجلينا بالإضافة إلى الطحالب البسيطة والبكتيريا ويتم ذلك في الظروف المناسبة.